# ساره شعاری
ساره شعاری (انگلیسی: Sarah Chaâri؛ زادهٔ ۲ مهٔ ۲۰۰۵) تکواندوکار زن مراکشی‌تبار اهل بلژیک است. او مدال طلای سبک‌وزن زنان را در مسابقات جهانی تکواندو ۲۰۲۲ در گوادالاخارا مکزیک کسب کرد و اولین قهرمان زن جهانی تکواندو بلژیک شد. با انجام این کار، شعاری همچنین اولین تکواندوکار تاریخ شد که در مسابقات جهانی نوجوانان و بزرگسالان در همان سال موفق به کسب مدال طلا شد.  او در المپیک ۲۰۲۴ پاریس موفق به کسب مدال برنز شد.